# Margun
Mārgūn o Margon (farsi مارگون) è una città dello shahrestān di Boyer Ahmad, circoscrizione di Margun, nella provincia di Kohgiluyeh e Buyer Ahmad. Aveva, nel 2006, 2.538 abitanti.